# 弗林冰川
81°31′S 159°21′E / 81.517°S 159.350°E
弗林冰川（英語：Flynn Glacier）是南極洲的冰川，位於奧次地，全長20公里，流經邱吉爾山脈，最終在克利高原以南注入斯塔肖特冰川，現時由南極條約體系管理。